# Яніс Берзіньш
Яніс Берзіньш (латис. Jānis Bērziņš; *9 січня 1982, Цесіс) — латвійський біатлоніст, призер чемпіонатів Європи серед юніорів, учасник Олімпійських ігор та чемпіонатів світу з біатлону.

## Виступи на Олімпійських іграх
| Рік  | Міце проведення | Інд | Спр | Пр | МС | Ест |
| 2006 | Турин           | 37  | 48  | 42 |    | 16  |

## Виступи на Чемпіонатах світу
| Рік  | Міце проведення      | Інд | Спр | Пр | МС | Ест | ЗМ |
| 2004 | Обергоф              |     | 83  |    |    | 13  |    |
| 2005 | Гохфільцин           | 58  | 29  | 37 |    | 19  |    |
| 2005 | Ханти-Мансійськ      |     |     |    |    |     | 21 |
| 2007 | Антхольц-Антерсельва | 24  | 69  |    |    | 12  |    |
| 2008 | Естерсунд            |     |     |    |    | 13  |    |
| 2011 | Ханти-Мансійськ      |     |     |    |    | 14  |    |

## Кар'єра в Кубку світу
- Дебют в кубку світу — 1 грудня 2000 року в спринті в Гохфільцині — 109 місце.
- Перше попадання в залікову зону — 9 лютого 2005 року в індивідуальній гонці у Турині — 26 місце.

## Загальний залік в Кубку світу
- 2004—2005 — 85-е місце (7 очок)
- 2005—2006 — 81-е місце (6 очок)
- 2006—2007 — 70-е місце (17 очок)

## Статистика стрільби
| № п/п | Сезон     | Загальна        | Індивідуальна гонка | Спринт        | Гонка переслідування | Мас-старт  | Естафета      |
| ----- | --------- | --------------- | ------------------- | ------------- | -------------------- | ---------- | ------------- |
| 1     | 2005-2006 | 88,7% (172/194) | 91,7% (55/60)       | 83,3% (50/60) | 95,0% (38/40)        | 0,0% (0/0) | 85,3% (29/34) |
| 2     | 2006-2007 | 83,8% (165/197) | 86,7% (52/60)       | 77,1% (54/70) | 99,9% (20/20)        | 0,0% (0/0) | 83,0% (39/47) |
| 3     | 2007-2008 | 81,4% (57/70)   | 0,0% (0/0)          | 80,0% (8/10)  | 0,0% (0/0)           | 0,0% (0/0) | 81,7% (49/60) |
| 4     | 2008-2009 | 88,7% (63/71)   | 85,0% (34/40)       | 95,0% (19/20) | 0,0% (0/0)           | 0,0% (0/0) | 90,9% (10/11) |
| 5     | 2009-2010 | 82,0% (41/50)   | 80,0% (32/40)       | 90,0% (9/10)  | 0,0% (0/0)           | 0,0% (0/0) | 0,0% (0/0)    |
| 6     | 2010-2011 | 84,4% (54/64)   | 70,0% (14/20)       | 99,9% (20/20) | 0,0% (0/0)           | 0,0% (0/0) | 83,3% (20/24) |

## Виноски
1. ↑  В дужках наведена кількість влучних пострілів та загальна кількість пострілів. В статистиці стрільби рахуються постріли, які здійснив біатлоніст на етапах кубка світу та чемпіонаті світу